# Wendy Schrijver
Wendy Schrijver (25 januari 1984) is een Nederlands tafeltennisster.
Schrijver begon op tienjarige leeftijd met tafeltennissen, waarmee ze tijdens een scholierentoernooi in aanraking was gekomen. Op 16-jarige leeftijd kwam ze bij de selectie voor aangepast tafeltennis.
Schrijver kreeg op 3-jarige leeftijd een hersenbloeding en is daardoor beperkt aan haar linkerzijde. Daarom bindt ze tijdens wedstrijden haar linkerarm in de schaatshouding op haar rug. Ze komt uit in de klasse 7. In 2008 was ze wel genomineerd voor de Paralympische Zomerspelen 2008, maar wist ze deze nominatie niet om te zetten in een kwalificatie. Voor de Paralympische Zomerspelen 2012 in Londen heeft ze zich in 2011 wel weten te kwalificeren met een vijfde plaats op de wereldranglijst.

## Beste uitslagen

### Wereldkampioenschappen
| Evenement | Resultaat | Onderdeel     |
| --------- | --------- | ------------- |
| 2011      | zilver    | teamwedstrijd |
| 2010      | zilver    | teamwedstrijd |

### Europesekampioenschappen
| Evenement | Resultaat | Boot          |
| --------- | --------- | ------------- |
| 2009      | brons     | teamwedstrijd |
| 2007      | brons     | teamwedstrijd |